# Петрусевич, Виталий Викторович
Вита́лий Ви́кторович Петрусе́вич (бел. Віталь Віктаравіч Петрусевіч; род. 13 июня 1960, Минск, Белорусская ССР, СССР) — советский и белорусский футболист, защитник.

## Карьера
Воспитанник минской ФШМ. В 1979—1981 годах находился в дубле минского «Динамо». В 1981 годах перешёл в брестское «Динамо». В 1983 году пополнил ряды целиноградского «Целинника», с которым становился победителем 8-й зоны Второй лиги и обладателем Кубка Казахской ССР. В 1987—1990 годах — игрок могилёвского «Днепра». В 1990—1991 годах выступал за клубы Узбекской ССР «Согдиана» и ферганский «Нефтяник». В 1992 году играл за польский клуб «Гурник» из Конина, с которым стал победителем 8-й зоны Третьей лиги. В 1993 году перешёл в «Балтику», за которую провёл 2 матча в Кубке России против черняховского «Прогресса» (1:0) и псковского «Машиностроителя» (1:0). Сезон 1993/94 провёл минском «Торпедо», который выступал в Высшей лиге Беларуси. В августе 1994 года подписал контракт с владивостокским «Лучом». В 1995 году вернулся в Беларусь, где выступал за минскую «Смену» и «Кобрин». В 1996 году завершил карьеру.

## Достижения
- Победитель 8-й зоны Второй лиги СССР: 1984
- Серебряный призёр 8-й зоны Второй лиги СССР: 1985
- Бронзовый призёр 8-й зоны Второй лиги СССР: 1986
- Обладатель Кубка Казахской ССР: 1986
- Финалист Кубка Казахской ССР: 1985
- Победитель 8-й зоны Третьей лиги Польши: 1991/92

## Личная жизнь
Два сына Виталий (род. 1988) и Алексей (род. 1996) также стали профессиональными футболистами.